# João Justino Amaral dos Santos
Amaral, celým jménem João Justino Amaral dos Santos (25. prosince 1954 Campinas – 31. května 2024 São Paulo), byl brazilský fotbalista, obránce.

## Fotbalová kariéra
Profesionálně hrál v brazilských klubech Guarani Futebol Clube a SC Corinthians Paulista a v Mexiku ze Club Universidad de Guadalajara. Za brazilskou fotbalovou reprezentaci nastoupil v letech 1975–1980 ve 40 utkáních. Byl členem brazilské reprezentace na Mistrovství světa ve fotbale 1978 v Argentině, nastoupil ve všech 7 utkáních a s týmem získal bronzové medaile za třetí místo.

## Ligová bilance
| Ročník                               | Zápasy | Góly | Klub                            |
| ------------------------------------ | ------ | ---- | ------------------------------- |
| Campeonato Brasileiro Série A 1973   | 34     | 0    | Guarani Futebol Clube           |
| Campeonato Brasileiro Série A 1974   | 22     | 0    | Guarani Futebol Clube           |
| Campeonato Brasileiro Série A 1975   | 22     | 0    | Guarani Futebol Clube           |
| Campeonato Brasileiro Série A 1976   | 17     | 0    | Guarani Futebol Clube           |
| Campeonato Brasileiro Série A 1977   | 14     | 0    | Guarani Futebol Clube           |
| Campeonato Brasileiro Série A 1978   | 4      | 0    | SC Corinthians Paulista         |
| Campeonato Brasileiro Série A 1980   | 13     | 0    | SC Corinthians Paulista         |
| Campeonato Brasileiro Série A 1981   | 11     | 0    | SC Corinthians Paulista         |
| 1. mexická liga 1981/1982            | 36     | 1    | Club Universidad de Guadalajara |
| 1. mexická liga 1982/1983            | 37     | 0    | Club Universidad de Guadalajara |
| 1. mexická liga 1983/1984            | 38     | 0    | Club Universidad de Guadalajara |
| 1. mexická liga 1984/1985            | 37     | 0    | Club Universidad de Guadalajara |
| 1. mexická liga 1985/1986            | -      | -    | Club Universidad de Guadalajara |
| 1. mexická liga 1987/1988            | 25     | 0    | Club Universidad de Guadalajara |
| CELKEM Campeonato Brasileiro Série A | -      | -    |                                 |